# Harm Pinkster
Harm Pinkster (geboren 5. März 1942 in Emmen; gestorben 14. Dezember 2021 in Amsterdam) war ein niederländischer Klassischer Philologe mit Schwerpunkt Lateinische Linguistik. Er war zuletzt emeritierter Professor der Universität von Amsterdam.

## Leben und Werk
Nach dem Besuch des Gymnasiums studierte Pinkster Klassische Philologie an der Universität Amsterdam, wo er 1971 auch promovierte, unter der Leitung von Anton D. Leeman und dem Linguisten Simon C. Dik. Im selben Jahr wurde er dort Associate Professor, im Jahr 1980 Professor für Lateinische Sprache und seit 1986 lehrte er dort bis zu seiner Emeritierung im Jahr 2004 Lateinische Sprache und Literatur. Einige Jahre lang war Harm Pinkster Gastprofessor an der Universität von Chicago.
Pinkster war Mitglied vieler nationaler und internationaler Gremien und Akademien, Mitglied der Koninklijke Hollandsche Maatschappij der Wetenschappen (der niederländischen Akademie der Wissenschaften), der Academia Europaea (1989) und der British Academy. Außer seiner Tätigkeit als Vizepräsident in der „Nederlandse Organisatie voor Wetenschappelijk Onderzoek“ (NWO, der niederländischen Wissenschaftsstiftung) war er bis 2007 Mitherausgeber der internationalen Fachzeitschrift Mnemosyne. Vorlesungen hielt er an zahlreichen bedeutenden Universitäten, war Gastprofessor in Bologna, Aix-en-Provence, Philadelphia, Pavia, Venedig und Oxford und ist es noch an der Universität Chicago. Am 8. Oktober 2021 wurde er im Zusammenhang einer Präsentation seiner „Oxford Latin Syntax“ zum Ritter des niederländischen Löwen („De Orde van de Nederlandse Leeuw“,  Order of the Netherlands Lion) ernannt.
International bekannt wurde Pinkster als Begründer der Internationalen Kolloquien zur lateinischen Linguistik in Amsterdam 1981. Mit Anton Daniel Leeman verfasste er ein umfangreiches Kommentarwerk zu Ciceros rhetorischer Schrift De oratore. Über die Syntax des lateinischen Adverbs schrieb er 1972 eine beachtenswerte Dissertation mit dem Titel On Latin Adverbs. Mit Caroline Kroon entwarf er 1989 eine Einführung ins Lateinische, die auch ins Deutsche übersetzt wurde. Zahllose Aufsätze verfasste er zu allen zentralen Bereichen der lateinischen Syntax (z. B. zur Tempus- und Aspektlehre, Kasussyntax und zur Wortstellung). Sein bekanntestes Buch, die Latijnse Syntaxis en Semantiek (1984), wurde in vier Sprachen übersetzt: in Deutsch, Englisch, Italienisch und Spanisch. Pinkster gilt als weltweit führende Autorität für lateinische Linguistik.
2015 erschien der erste Band der Oxford Latin Syntax (OLS), der den einfachen Satz („The Simple Clause“) beschreibt. Der zweite Band wird den zusammengesetzten Satz („The Complex Sentence“) und die Wortstellung zum Inhalt haben. An dieser Syntax arbeitete Prof. Pinkster lange Zeit mit dem Ziel, die Satzlehre von Raphael Kühner und Carl Stegmann zu ersetzen, ein bis heute gebräuchliches Handbuch aus dem 19. Jahrhundert mit viel Belegmaterial, aber einem in sich zwar stimmigen, jedoch längst überholten sprachwissenschaftlichen Ansatz. Wie der Kühner-Stegmann ist die OLS eine deskriptive Grammatik; als theoretischer Ansatz liegt ihr die Funktionale Grammatik von Simon C. Dik zugrunde, sodass nicht nur die Syntax, sondern auch die Semantik und Pragmatik in die Beschreibung des lateinischen Satzes einbezogen werden. Da sie sehr viel Belegmaterial aus der Hauptphase der lateinischen Sprache, aber auch aus dem Alt- und Spätlatein auswertet und die wichtigste internationale Forschungsliteratur der letzten 150 Jahre heranzieht und kritisch verwertet, kann die OLS ein grundlegendes Handbuch zur lateinischen Syntax werden. Aufgrund ihrer klaren Konzeption wird diese Syntax gleichzeitig ein wertvolles Nachschlagewerk bilden, das auch für die eher philologische Arbeit von großer Bedeutung sein wird. Ein dreiviertel Jahr vor seinem Tod erschien auch zweite Band der „Oxford Latin Syntax“, u. a. mit Kapiteln zur Wortstellung (S. 948–1137) und zum Gesamttext als linguistischer Erscheinung (S. 1138–1231). Beide Bände sind sicherlich Harm Pinksters Haupt- und Meisterwerk.
Für die Verdienste um die Latinistik verlieh die University of Chicago Harm Pinkster, „the world’s leading authority on Latin linguistics“, im Herbst 2006 die Ehrendoktorwürde. Eine weitere Ehrung der niederländischen Krone erhielt Pinkster am 8. Oktober 2021.
Pinkster lebte mit der 2001 verstorbenen A. Machtelt Bolkestein zusammen und hatte mit ihr zwei Töchter, Fenne und Akke.

## Schriften (Auswahl)
- 1972: On Latin Adverbs, Amsterdam: North-Holland.
- 1980: Naamvallen in een valentiegrammatica. In: Lampas 13: S. 111–129.
- 1983: Tempus, Aspect and Aktionsart in Latin. In: Aufstieg und Niedergang der römischen Welt 29.1, S. 270–320
- 1983: Latin Linguistics and Linguistic Theory. Proceedings of the First International Colloquium on Latin Linguistics, ed. by Harm Pinkster, Amsterdam (= Studies in Language Companion Series; 12)
- 1984: Latijnse Syntaxis en Semantiek, Amsterdam: Grüner (als englische Online-Fassung)
- 1985: The discourse function of the passive, in: A.M. Bolkestein e.a. (eds). Syntax and Pragmatics in Functional Grammar, Dordrecht. Foris, S. 107–118
- 1987: Strategy and Chronology of the Development of Future and Perfect Tense Auxiliaries in Latin, in: M. Harris & P. Ramat (eds.), Historical Development of Auxiliaries. Berlin: Mouton de Gruyter: 193–223
- 1989: mit Caroline Croon:  Latijn – Een eerste kennismaking, 1989, Muiderberg  (deutsch Latein – eine Einführung, übers. v. R. Hoffmann, Heidelberg: Winter 2006, ISBN 978-3-8253-5267-7)
- 1990: Unity in diversity: Papers presented to Simon C. Dik on his 50th birthday, ed. by Harm Pinkster & I. Grenee, Holland: Foris.
- 1991: Evidence for SVO in Latin? In: R. Wright (ed.): Latin and the Romance languages in the early Middle Ages. London: Routledge, S. 69–82
- 1995: On Latin. Linguistic and Literary Studies in Honor of Harm Pinkster, ed. by R. Risselada e.a. Amsterdam: Gieben
- 2002: Theory and description in Latin linguistics, ed. by H.P. e.a. Amsterdam: Gieben.
- 2004: Attitudinal and illocutionary satellites in Latin, in: Aertsen, H., M. Hannay & R.J. Lyall, Words in their places. A festschrift for J. Lachlan Mackenzie. Vrije Universiteit Amsterdam 2004, S. 191–198
- 2005a: Latin linguistics in Machtelt’s way, In: Calboli, Gualtiero (ed.): Lingua Latina!, Roma, Herder, I, S. 1–11 (Proceedings of the twelfth international colloquium on Latin Linguistics, Bologna 2003 = Papers on Grammar IX.1)
- 2005b: The language of Pliny the Elder, in: T. Reinhardt, M. Lapidge & J.N. Adams (eds), Aspects of the Language of Latin Prose (Proceedings of the British Academy; 129), Oxford: OUP, S. 239–256
- 2005c: The ancient grammarian’s concept of the adverb: the failure to make a distinction between a verb and a sentence. In:  Histoire, Épistémologie, Langage 27, S. 179–180.
- 2009: De Latijnse voegwoorden quia en quoniam (en Nederlands aangezien), in: Beyk, Egbert et al. (eds) Fons verborum. Feestbundel Fons Moerdijk, Leiden, INL, S. 313–320.
- 2011a: The use of the dative in Latin compounds, in: Sprachtypologie und Universalienforschung (STUF) 64 (Festschrift Lehmann), S. 126–135
- 2011b: Les adverbes de fréquence en latin, in: Fruyt, Michèle et Olga Spevak (éds), La quantification en latin, Paris, Harmattan, S. 183–201
- 2012: Relative clauses in Latin: Some problems of description, in: Da Cunha Corrêa, Paula et al. (eds) Hyperboreans: Essays in Greek and Latin Poetry, Philosophy, Rhetoric and Linguistics, São Paulo, Humanitas CAPES, S. 377–393.
- 2015: Oxford Latin Syntax. Volume I: The Simple Clause. Oxford: Oxford University Press. ISBN 978-0199283613 (dazu Rez. v. R. Hoffmann in: Kratylos 61, 2016, 163–178).
- 2021: Oxford Latin Syntax. Volume II: The Complex Sentence and Discourse. Oxford: OUP. ISBN 978-0199230563 (Dazu Rez. v. R. Hoffmann in: Gymnasium 128.3, 296–299).